# Сирс, Элеонора
Элеонора Рандолф Сирс (англ. Eleonora Randolph Sears; 28 сентября 1881, Бостон — 16 марта 1968, Палм-Бич, Флорида) — американская спортсменка-любительница. Многократная чемпионка США по теннису в женском и смешанном парном разряде, первая чемпионка США по сквошу среди женщин и президент Женской ассоциации сквоша и рэкетса США, победительница конных соревнований. Член Международного зала славы женского спорта, Международного зала теннисной славы, национальных залов славы конкура и сквоша США.

## Биография
Элеонора Сирс родилась в 1881 году в Бостоне в семье торговца недвижимостью и транспортного магната Фредерика Ричарда Сирса и Элеоноры Рандолф Кулидж Сирс. Среди её предков были Томас Джефферсон, Джон Уинтроп и губернатор Массачусетса Джеймс Салливан. Элеонора была вторым ребёнком и единственной дочерью в семье.
Элеонора, которую справочник «Выдающиеся женщины-спортсменки» называет первой настоящей спортсменкой США, увлекалась многочисленными видами спорта, среди которых были плавание, гольф, поло, конный спорт, катание на коньках, парусные гонки, пулевая стрельба, бокс и футбол. Особенно успешно она выступала в лаун-теннисе, среди пионеров которого на американском континенте в своё время был её отец, познакомивший дочь с этой игрой. Дядя Элеоноры Ричард Сирс выигрывал чемпионат США семь раз подряд с 1881 по 1887 год. Сама она выработала агрессивный стиль игры, характеризовавшийся точными ударами, быстрым передвижением по корту и частыми выходами к сетке. Сирс много раз побеждала в клубных соревнованиях в Ньюпорте. На чемпионатах США её высшим достижением в одиночном разряде стал выход в финал в 1912 году, где она проиграла Мэри Браун. В женских парах она побеждала четыре раза — по два с Хейзел Хочкисс и Моллой Бюштедт, в том числе три раза подряд в 1915—1917 годах. Свой последний финал она сыграла в 1919 году, снова в паре с Хочкисс, но на этот раз не сумела завоевать чемпионское звание. В миксте Сирс дважды пробивалась в финал и завоевала один титул — в 1916 году. В 1914 и 1916 годах Ассоциация лаун-тенниса Соединённых Штатов включала её по итогам года в десятку лучших теннисисток страны, в том числе в 1916 году — на третьей позиции.
Конный спорт был другим увлечением Сирс. Она участвовала в соревнованиях по выездке, конкуру, стипльчезу, гонках упряжек, а в 1912 году выиграла в Сан-Диего скачки квотерхорсов.

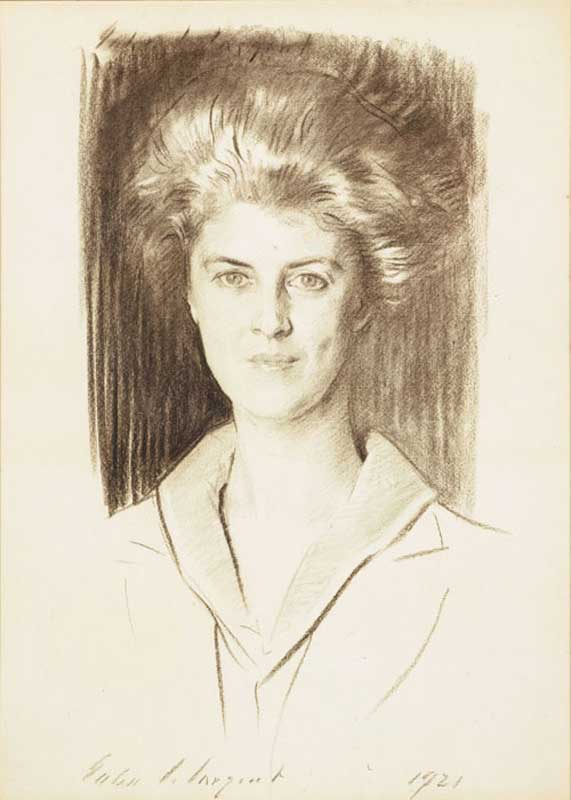
Карандашный портрет Элеоноры Сирс работы Дж. С. Сарджента, 1921 год

Во многих видах спорта Сирс была первой женщиной среди спортсменов-мужчин. В частности, в 1909 году она стала первой женщиной, участвовавшей в матче по поло на высоком уровне, а в 1918 году — первой женщиной, допущенной на корты для сквоша в Гарвардском клубе, где поначалу играла против мужчин. За ней, однако, последовали и другие женщины; Сирс стала первым президентом Женской ассоциации сквоша и рэкетса США, заработав прозвище «Мать сквоша» (англ. Mother of Squash). Она также выиграла первый национальный женский чемпионат по сквошу. Сирс была первой женщиной, преодолевшей вплавь расстояние в 4,5 мили между Бейлис-Бич и Ферст-Бич в Ньюпорте, одной из первых женщин, участвовавших в автомобильных гонках и управлявших аэропланом. Независимость и вольный стиль в одежде (во многих соревнованиях она участвовала в брюках) отрицательно отражались на её репутации в светских кругах. Она стала одной из первых женщин, оштрафованных за превышение скорости на дороге, а в 1910 году была арестована за курение в фойе гостиницы «Копли-сквер» в Бостоне, где это разрешалось мужчинам, но не женщинам.
Сирс до преклонных лет сохраняла спортивную форму, много занимаясь ходьбой. Она часто проходила расстояния до 20 миль, добиралась пешком от Бостона до Ньюпорта (однажды преодолев расстояние в 73 мили за 17 часов; личный шофёр с термосом чая в это время вёл автомобиль в некотором отдалении), а на шестом десятке лет жизни преодолела пешком расстояние в 42 мили от Фонтенбло до бара «Риц» в Париже.
Сирс, имевшая роман с одним из представителей семейства Вандербильтов, замуж так и не вышла. В последние годы жизни она находилась под сильным влиянием своей домоправительницы Мари Гендрон, разорвав связи с большинством старых знакомых. Она умерла в 1968 году, оставив половину своего 12-миллионного состояния шести больницам в Массачусетсе, а вторую половину — Мари Гендрон.
Имя Элеоноры Сирс внесено в списки Международного зала славы женского спорта (в 1984 году), Национального (позже Международного) зала теннисной славы (в 1968 году), а также национальных залов славы конкура и сквоша США.

## Финалы турниров Большого шлема за карьеру

### Одиночный разряд (0-1)
| Результат | Год  | Турнир        | Покрытие | Соперница в финале | Счёт в финале |
| --------- | ---- | ------------- | -------- | ------------------ | ------------- |
| Поражение | 1912 | Чемпионат США | Трава    | Мэри Браун         | 4-6, 2-6      |

### Женский парный разряд (4-1)
| Результат | Год  | Турнир            | Покрытие | Партнёрша              | Соперницы в финале                | Счёт в финале  |
| --------- | ---- | ----------------- | -------- | ---------------------- | --------------------------------- | -------------- |
| Победа    | 1911 | Чемпионат США     | Трава    | Хейзел Хочкисс         | Дороти Грин Флоренс Саттон        | 6-4, 4-6, 6-2  |
| Победа    | 1915 | Чемпионат США (2) | Трава    | Хейзел Хочкисс-Уайтмен | Хелен Маклин миссис Дж. Л. Чепмен | 10-8, 6-2      |
| Победа    | 1916 | Чемпионат США (3) | Трава    | Молла Бьюштедт         | Луиза Хэммонд Реймонд Эдна Уайлди | 4-6, 6-2, 10-8 |
| Победа    | 1917 | Чемпионат США (4) | Трава    | Молла Бьюштедт         | Грейс Роберт Лерой Филис Уэлш     | 6-2, 6-4       |
| Поражение | 1919 | Чемпионат США     | Трава    | Хейзел Хочкисс-Уайтмен | Элинор Госс Марион Зиндерстайн    | 8-10, 7-9      |

### Смешанный парный разряд (1-1)
| Результат | Год  | Турнир        | Покрытие | Партнёр       | Соперники в финале               | Счёт в финале  |
| --------- | ---- | ------------- | -------- | ------------- | -------------------------------- | -------------- |
| Поражение | 1912 | Чемпионат США | Трава    | Уильям Клотье | Мэри Браун Ричард Норрис Уильямс | 4-6, 6-2, 9-11 |
| Победа    | 1916 | Чемпионат США | Трава    | Уиллис Дэвис  | Флоренс Боллин Билл Тилден       | 6-4, 7-5       |